# Heilig-Kreuz-Kapelle (Kraggenau)

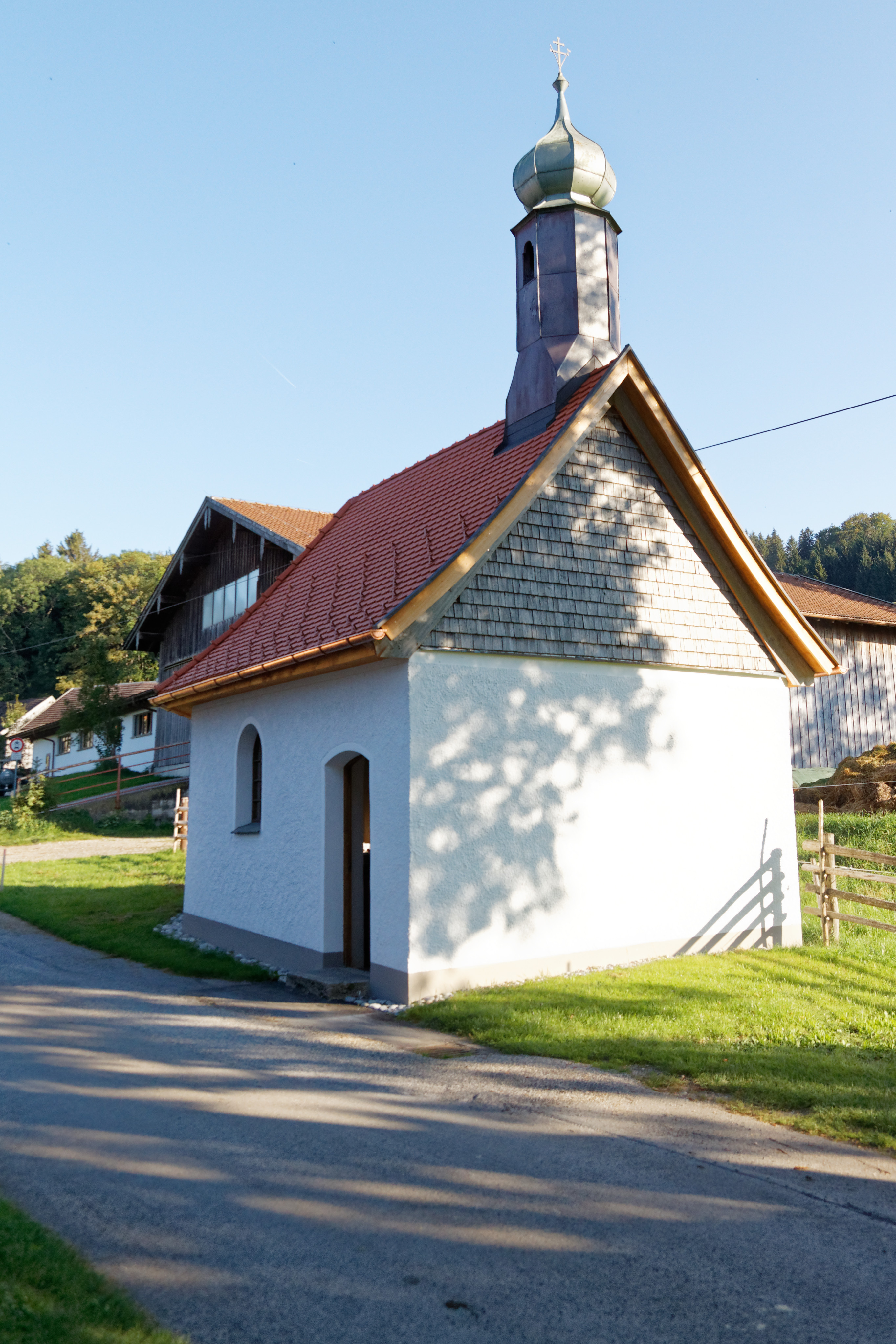
Heilig-Kreuz-Kapelle in Kraggenau

Die Heilig-Kreuz-Kapelle  ist eine Kapelle im Ortsteil Kraggenau der oberbayerischen Gemeinde Bad Kohlgrub. Das Bauwerk ist als Baudenkmal in die Bayerische Denkmalliste eingetragen.

## Beschreibung

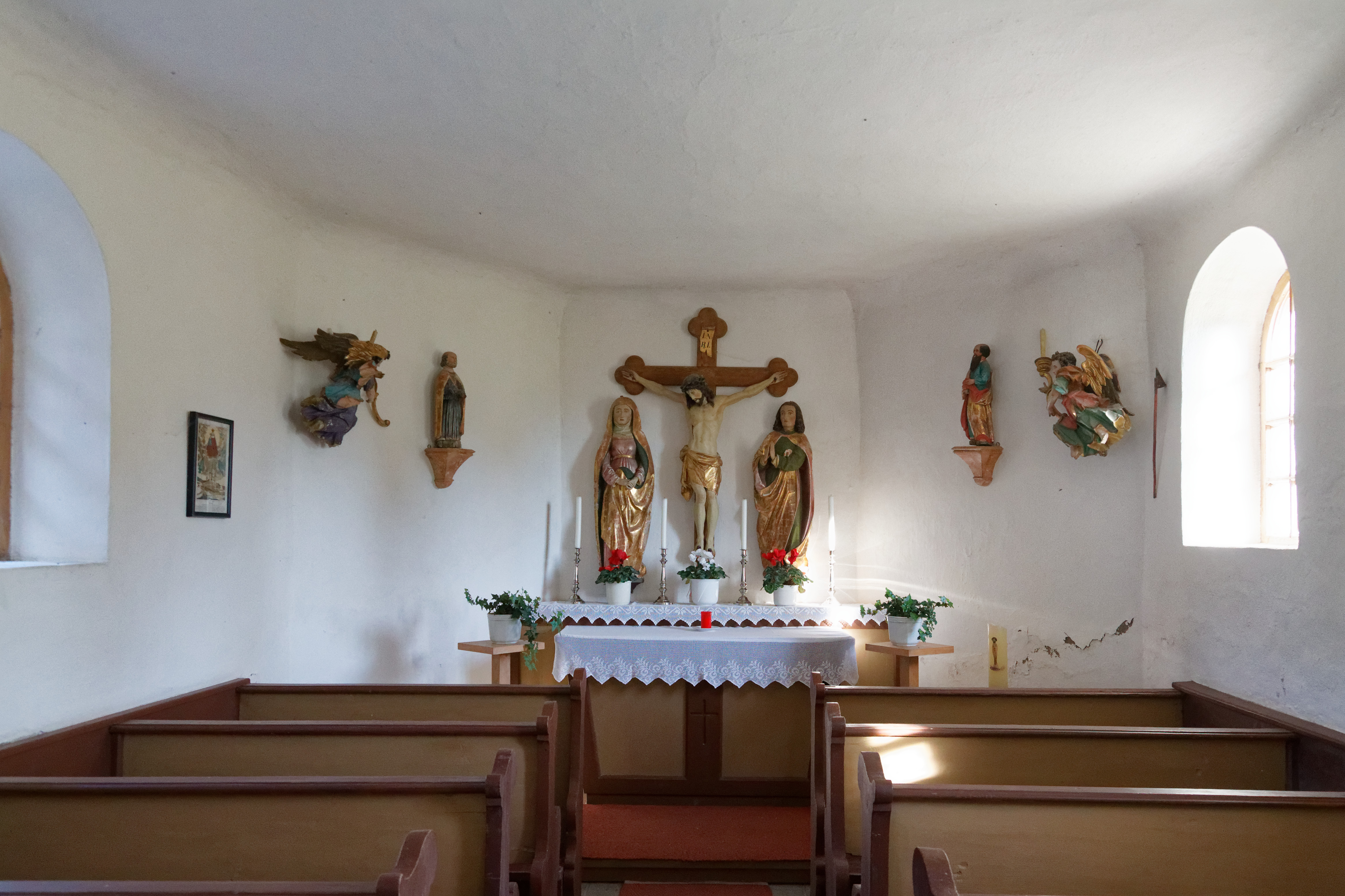
Heilig-Kreuz-Kapelle in Kraggenau

Die Kapelle liegt an der von Kraggenau nach Saulgrub führenden Straße. Sie wurde im 19. Jahrhundert errichtet.
Der etwa 7 × 5 Meter große Bau hat an seiner Rückseite in Osten einen Dreiachtelschluss. Auf dem Satteldach sitzt nahe dem Westende des Baus ein achteckiger Dachreiter mit einer Zwiebelhaube. Die nördlichen und die südliche Längswand haben je ein Rundbogenfenster. Der Eingang zu der Kapelle liegt nahe dem Westende der nördlichen Längswand. 
Im Inneren ist die Kapelle ein einschiffiger Saalbau. Über dem Altar an der Ostwand der Kapelle bildet ein von den Figuren von Maria und Johannes flankiertes Kruzifix eine Kreuzigungsgruppe. An den Schrägwänden des Dreiachtelschlusses hängen je ein Leuchterengel und eine Apostelfigur des heiligen Petrus bzw. des heiligen Paulus. An der Nordwand hängt eine Figur der Maria mit Kind, an der Südwand zeigt ein Gemälde den heiligen Benedikt.